# Naco (Arizona)
Naco é uma Região censo-designada localizada no estado americano de Arizona, no Condado de Cochise.

## Demografia
Segundo o censo americano de 2000, a sua população era de 833 habitantes.

## Geografia
De acordo com o United States Census Bureau tem uma área de
8,7 km², dos quais 8,7 km² cobertos por terra e 0,0 km² cobertos por água. Naco localiza-se a aproximadamente 1429 m acima do nível do mar.

## Localidades na vizinhança
O diagrama seguinte representa as localidades num raio de 40 km ao redor de Naco.